# Musaab Nazzal al-Ali
Musaab Nazzal al-Ali (arabisch مصعب نزال العلي, DMG Muṣʿab Nazzāl al-ʿAlī; geboren 1985 in Al-Tayyaneh, Gouvernement Deir ez-Zor, Syrien) ist ein syrisch-deutscher Neurochirurg und der derzeitige Gesundheitsminister in Syrien.

## Werdegang

### Frühes Leben und Ausbildung
Al-Ali wurde 1985 im Dorf Al-Tayyaneh im Gouvernement Deir ez-Zor im Norden von Syrien geboren. Er schloss 2009 sein Medizinstudium an der Universität Homs ab und spezialisierte sich anschließend an der Universität Aleppo in Neurochirurgie. Al-Alis medizinische Karriere erlitt jedoch aufgrund seines politischen Engagements gegen das Assad-Regime erhebliche Rückschläge, die 2011 zu seiner Verhaftung und anschließender Flucht nach Deutschland führten. Nachdem er Syrien verlassen hatte, setzte er seine Ausbildung in Deutschland fort, wo er seine Spezialisierung als Facharzt für Neurochirurgie abschloss. Er besitzt neben der syrischen auch die deutsche Staatsbürgerschaft.

### Berufliche Laufbahn
Al-Alis medizinische Laufbahn erstreckt sich sowohl auf Syrien als auch auf Deutschland, wo er seit 2014 in Krankenhäusern arbeitete. In Syrien engagierte er sich für die medizinischen und humanitären Bemühungen der Opposition und wirkte beim Aufbau und der Unterstützung medizinischer Netzwerke in den vom Konflikt betroffenen Gebieten mit. Seine Beiträge waren entscheidend für die Bereitstellung medizinischer Hilfe, einschließlich der Durchführung von Impfkampagnen und der Behebung des Ärztemangels. Außerdem ist al-Ali aktives Mitglied der syrischen Gemeinschaft im Ausland und Mitbegründer des Vereins syrischer Ärzte in Deutschland, dessen Ziel es unter anderem ist, Entwicklungsprojekte in Syrien durchzuführen und medizinisches Fachwissen zu vermitteln.

### Minister für Gesundheit
Am 29. März 2025 wurde al-Ali zum parteilosen Minister für Gesundheit in der von Präsident Ahmed al-Sharaa geführten Übergangsregierung ernannt. Seine Ernennung erfolgte zu einer Zeit, in der das syrische Gesundheitssystem aufgrund des jahrelangen Krieges vor großen Herausforderungen stand, darunter die Zerstörung der Infrastruktur, Engpässe bei der medizinischen Versorgung und dem Gesundheitspersonal. In seiner Antrittsrede als Minister gab al-Ali bekannt, sich auf den Wiederaufbau der Gesundheitsinfrastruktur, die Bereitstellung wichtiger medizinischer Güter und die Wiederherstellung des öffentlichen Vertrauens in die Gesundheitsdienste zu konzentrieren.
Al-Ali betonte weiterhin die Notwendigkeit der Zusammenarbeit mit syrischen Auswanderern und internationalen medizinischen Organisationen. Seine Regierung arbeitet an Initiativen zur Bereitstellung grundlegender Gesundheitsdienste, zur Verbesserung der Krankenhauseinrichtungen und zur Sicherstellung der Verfügbarkeit der notwendigen Medikamente im Land. Bereits wenige Tage nach seinem Amtsantritt rief al-Ali eine Kampagne zur Unterstützung syrischer Gesundheitseinrichtungen ins Leben. Diese und andere Kampagnen werden in Zusammenarbeit mit syrischen und deutschen Ärzten in Deutschland durchgeführt und vom Bundesministerium für wirtschaftliche Zusammenarbeit (BMZ) gefördert.